# Shekou
Shekou (chino: 蛇口; pinyin: Shékǒu) es un vecindario y puerto en el extremo sur del distrito de Nanshan, Shenzhen, provincia de Guangdong, China. Se encuentra al frente de Yuen Long, Hong Kong, al otro lado de la bahía de Shenzhen. Ha sido designada como zona de libre comercio por el gobierno, junto con Qianhai, Hengqin y Nansha New Area.

## Historia

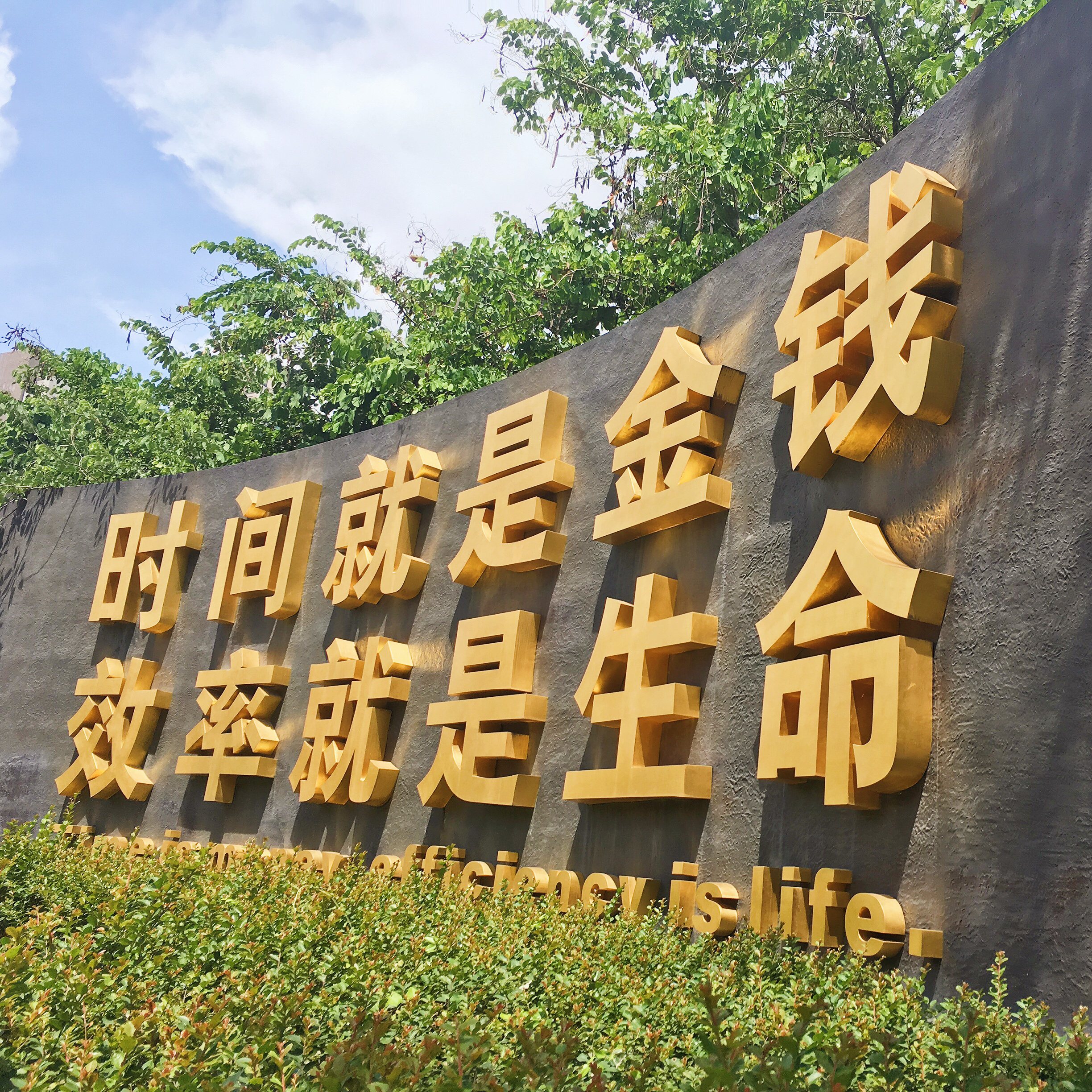
El tiempo es dinero, la eficiencia es la vida frase en Shekou, relacionado a la reforma económica china.

El área fue anteriormente una estación de aduanas del condado de Bao'an. El 31 de enero de 1979, se conoció oficialmente como la Zona Industrial Shekou, desarrollada únicamente por el Grupo de Comerciantes de China de Hong Kong bajo el liderazgo de Yuan Geng, antes de la formación de la Zona Económica Especial de Shenzhen. El evento se narra en la balada china "The Story of Spring (春天 的 故事)".
Desde la década de 1980, después de que las grandes petroleras extranjeras como Agip, Chevron, Texaco, Statoil y Shell obtuvieran concesiones para la exploración petrolera en el Mar de China Meridional, Shekou comenzó sirviendo de base para un pequeño contingente de trabajadores extranjeros de plataformas petroleras, ya que no había personal calificado disponible localmente. Como resultado de esta ventaja pionera en atender principalmente los gustos occidentales en materia de vivienda, comida y bebida, entretenimiento y educación, en un momento en que no había alternativas disponibles en el área, Shekou se convirtió gradualmente en el hogar de la mayoría de la población expatriada que trabajaba en y alrededor de Shenzhen y parte de su interior en el delta del río de las Perlas. Sin embargo, esta tendencia ha disminuido después de 2003, después de las continuas reformas económicas del país. El desarrollo de otras partes de la ciudad y el aumento sustancial en los niveles de inglés de los graduados universitarios han hecho que la vida en la ciudad sea más aceptable para muchos extranjeros sin niños en edad escolar.
En 2003, el gobierno local, buscando capitalizar el sabor extranjero de la zona, invirtió en una remodelación completa de Sea World, convirtiéndola en un área de entretenimiento de estilo occidental centrada en el Minghua en tierra (明 华) ship, una embarcación de 14.000 toneladas y 168 m de eslora construida en 1962 como un ferry francés comprado por China en 1973. Muchos lugareños se refieren comúnmente, aunque incorrectamente, como el yate privado del presidente francés Charles De Gaulle. Minghua ahora no tiene salida al mar debido a los extensos esfuerzos locales de recuperación y remodelación de tierras.
Shekou está llevando a cabo un importante proyecto de remodelación, con un costo de más de 60 mil millones de RMB. Esto incluyó la construcción de docenas de torres de oficinas y residenciales (como la Torre de Comerciantes de China), un nuevo centro de cruceros que reemplazó a la antigua terminal de transbordadores, varios centros comerciales alrededor de Sea World y la renovación de numerosos edificios más antiguos.

## Transporte
La línea 2 del metro de la ciudad termina en Chiwan, un área al oeste de Shekou, por lo que la línea también se conoce como la línea Shekou. Las estaciones ubicadas geográficamente en Shekou incluyen, entre otras, Sea World y Shekou Port. La línea 12 es una nueva línea que irá al este de Nanshan. Se conecta con la línea Shekou en Chiwan.
Shekou Cruise Center, que reemplazó a la terminal de ferris del puerto de Shekou, ofrece servicios regulares de ferry desde y hacia Hong Kong, Macao y Zhuhai. En lo que respecta a los transbordadores desde Hong Kong y Macao, el proceso de aduanas e inmigración se completa al desembarcar del ferry. Los pasajeros que tomen transbordadores directamente al Aeropuerto Internacional de Hong Kong también pueden registrarse para algunos vuelos en la terminal. Viniendo del Aeropuerto Internacional de Hong Kong, los pasajeros pueden comprar boletos de ferry al aterrizar en Hong Kong, no necesitan pasar por la aduana en Hong Kong o recoger su equipaje. Pueden recoger su equipaje facturado una vez que lleguen y pasen por la aduana en Shekou. El ferry opera durante todo el día de 8.15 a. m. a 9.50 p. m. También hay autobuses que viajan desde la terminal al Aeropuerto Internacional de Shenzhen-Bao'an.
El puerto de contenedores de Shekou es parte del gran complejo portuario de Shenzhen. El puerto de Shekou es una de las principales ciudades de importación de frutas del sur de China. El puerto es parte de la ruta marítima de la seda del siglo XXI que va desde la costa china a través del canal de Suez hasta el mar mediterráneo, desde allí hasta la región del mar adriático hasta el centro de Trieste con sus conexiones ferroviarias a Europa Central y [Oriental.

## Comunidad
El área atrae a muchos turistas y tiene una comunidad considerable de extranjeros residentes, y existen muchos restaurantes no chinos en el área. Según el Centro de Gestión y Servicios para Expatriados de Shenzhen, 6.275 de los 43.919 expatriados registrados que viven en Shenzhen están registrados solo en la Comisaría de Policía de Shekou y la Comisaría de Policía de Shenzhenwan.

## Educación

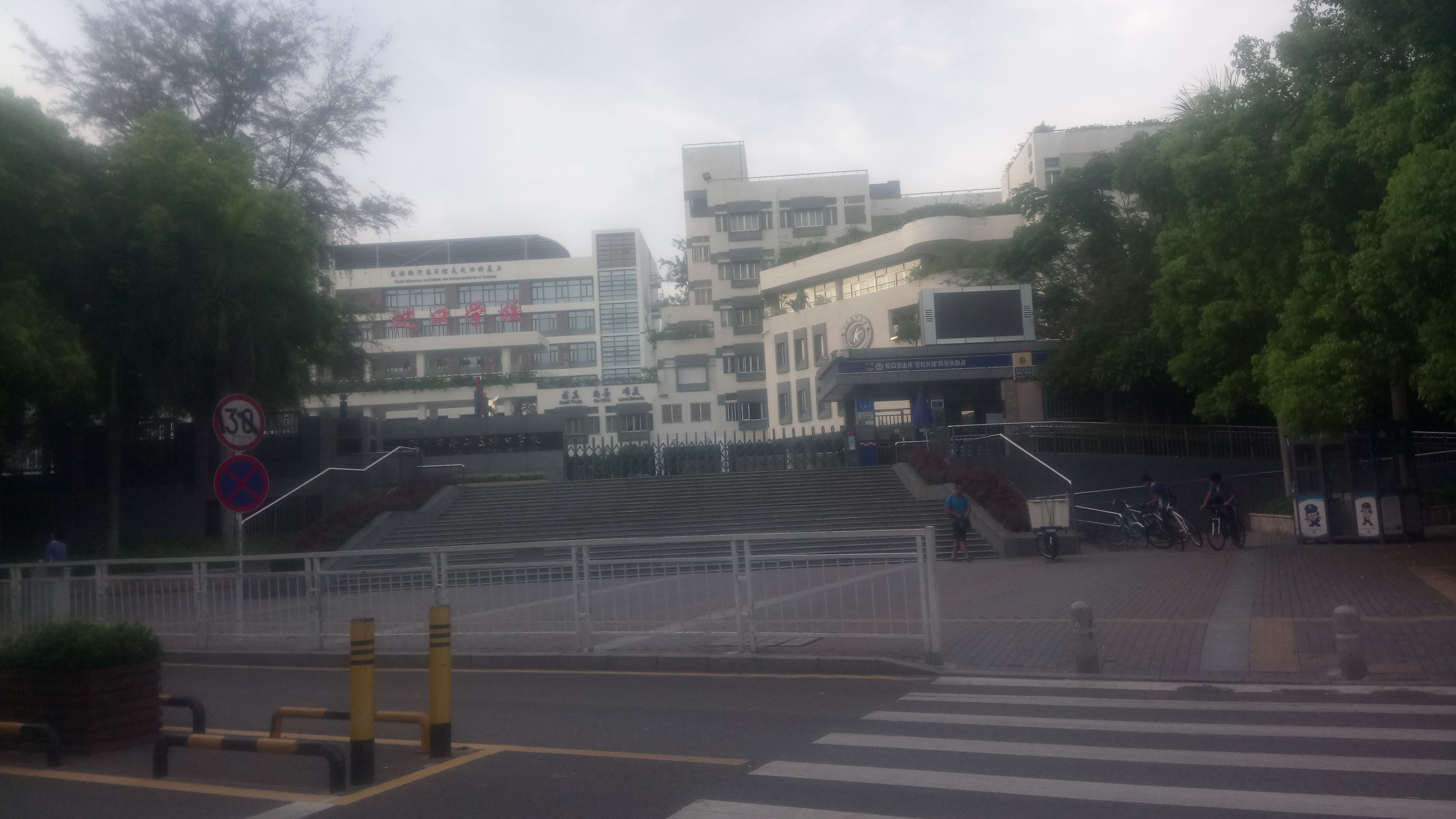
La Shekou School, que alberga grados de primaria y secundaria.

Las escuelas primarias y secundarias para estudiantes locales de China continental incluyen:
- Shekou School, que alberga grados primarios y secundarios
- Shenzhen Yucai Education Group, que incluye una escuela secundaria, dos escuelas intermedias, cuatro escuelas primarias y 4 guarderías

Las escuelas primarias y secundarias internacionales en Shekou incluyen:
- Shenzhen American International School
- Shenzhen Japanese School
- Korean International School in Shenzhen
- QSI International School of Shekou
- Shekou International School
- BASIS International School Shenzhen
- Recognize International Academy

Escuelas complementarias:
Anteriormente, la Shenzhen Saturday School (深 ・ (ｼ ﾝ ｾ ﾝ) 補習 授業 校, antes SHENZHEN 日本人 補習 校), un instituto complementario japonés, tenía su sede en el Centro Internacional de Convenciones Ming Wah (明 华 国际 会议 中心) en Shekou.
Museos:
- El Centro de Arte y Cultura Sea World (junto con el Museo de Victoria y Alberto del Reino Unido) se inauguró el 2 de diciembre de 2017.
- El Museo Marítimo de Shenzhen Shekou abrió al público el 29 de junio de 2017.[13]

Recurso para extranjeros:
Shekou fue elegida como la ubicación del primer Centro de Gestión y Servicio para Expatriados de China. Las nuevas instalaciones ofrecen un centro de información para los lugareños, así como un lugar donde los extranjeros pueden obtener asistencia de un personal muy amable que habla inglés. Los tipos de asistencia que ofrecen incluyen servicios de registro para expatriados que viven en la zona para que los extranjeros ya no tengan que ir a la comisaría de policía, asesoramiento sobre matrimonios o disputas con propietarios y empleadores, directrices sobre arrendamientos, viajes, cambio de divisas y más.